# 佛得角国旗
佛得角國旗採用於1992年9月22日，现行佛得角国旗为该国独立后的第二面国旗，纵横比例10:17，由藍、白、紅、白、藍五條橫帶（比例為 6:1:1:1:3）和十顆形成一圈的黃色五角星組成。
10颗黄色五角星代表了佛得角的10个主要岛屿，也寓意佛得角是一个充满希望的群島國家，上下两道蓝色橫條象徵天空和大西洋的海水，白色横条象徵和平，紅色横条象徵努力；白、红二色也代表佛得角建國道路的坎坷经历。
1992年佛得角对国旗的更换，象徵著该国在意识形态上與同屬葡萄牙前殖民地的幾內亞比紹的分離，更强调佛得角的大西洋国家属性。

## 历史国旗
在脱离葡萄牙独立之前，佛得角没有官方国旗，而是使用葡萄牙国旗。20世纪60年代末，有人提议为葡萄牙海外省佛得角设计一面旗帜，该旗帜由葡萄牙国旗和省徽盾牌组成，盾牌位于旗帜下方。然而，这面旗帜从未被采用。
1975年启用的第一代佛得角国旗，其图案同几内亚比绍国旗很相似，是一面泛非洲主义旗帜。
红色象征反抗葡萄牙殖民者的烈士们的鲜血，黄色象征充满阳光的未来，绿色象征佛得角的热带特色农业，黑色五角星象征恢复主权与尊严的佛得角人民，玉米与贝壳图案象征佛得角的主要物产。
由于佛得角与几内亚比绍在同一解放运动：几内亚和佛得角非洲独立党的领导下实现独立，并且佛、几比两国一度（直至1981年）由该解放运动共同掌权，以致于佛得角独立之初，选用了一面以几内亚比绍国旗为基础、略作少量修改的旗帜作为该国国旗，以期佛得角未来同几内亚比绍实现正式合并，但1981年佛、几合并计划破裂后，1975年版佛得角国旗在佛得角民间日渐不受欢迎，最终在1992年佛得角实现政治多元化后被废除。。

### 殖民地时期

1932年，葡属佛得角拟议旗帜
1967年-1975年，葡萄牙海外省佛得角群岛旗帜

### 独立时期

1975年-1992年，佛得角共和国第一代国旗
1992年-至今，佛得角共和国第二代国旗